# Fläckstrandlöpare
Fläckstrandlöpare (Bembidion tetracolum) är en skalbaggsart som beskrevs av Thomas Say 1923. Fläckstrandlöpare ingår i släktet Bembidion och familjen jordlöpare. Arten är reproducerande i Sverige. Inga underarter finns listade i Catalogue of Life.

## Bildgalleri

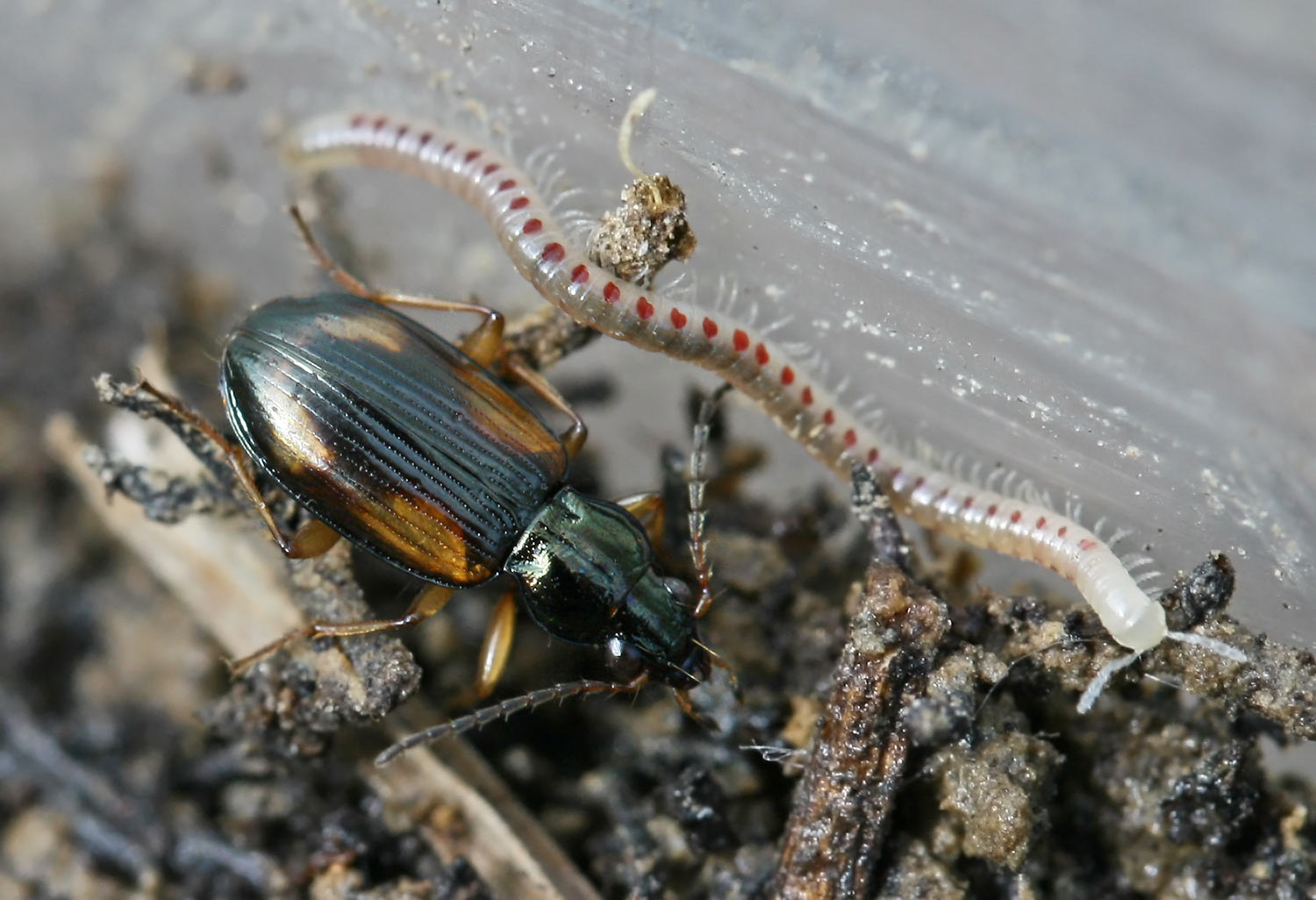
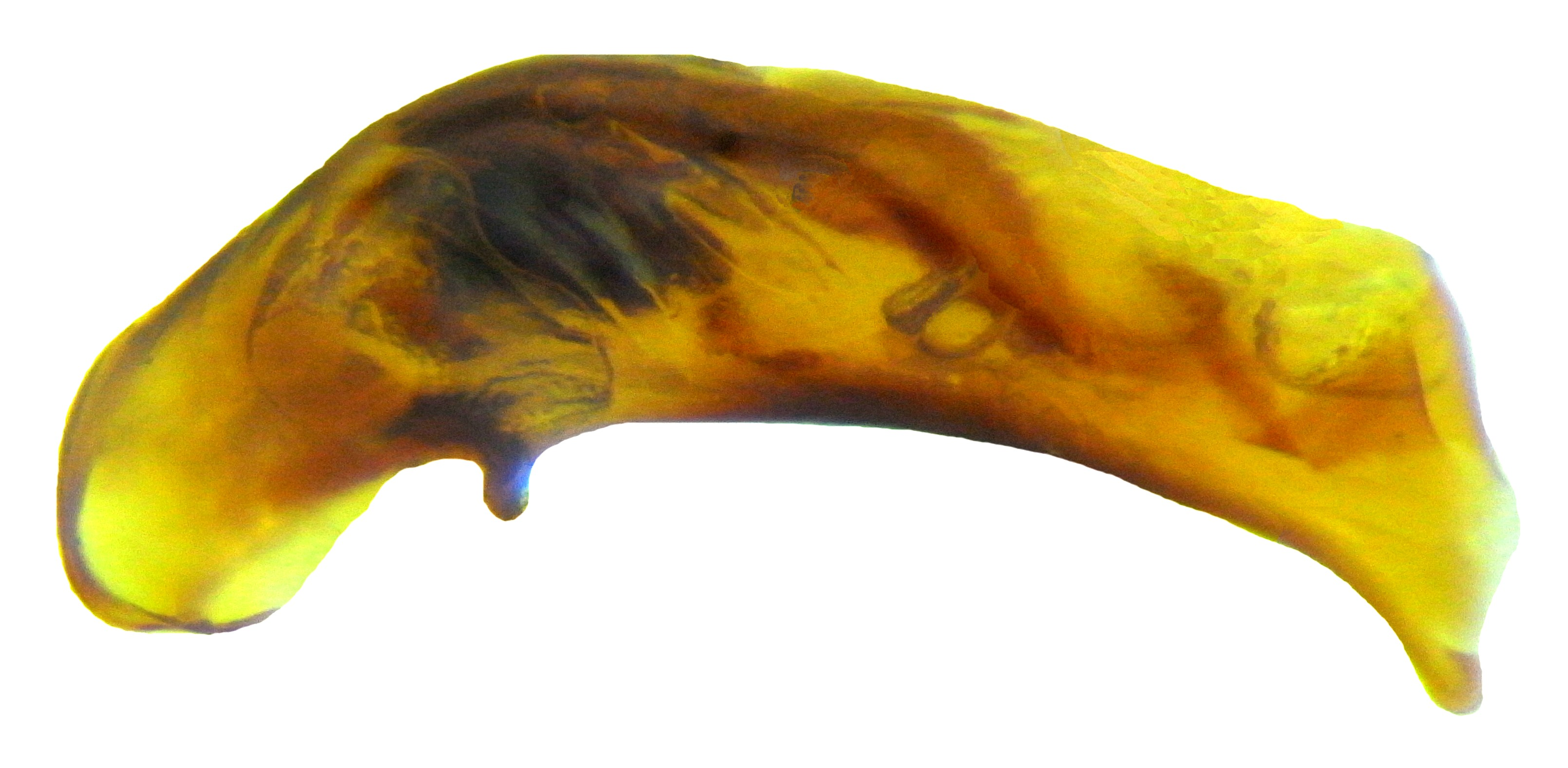
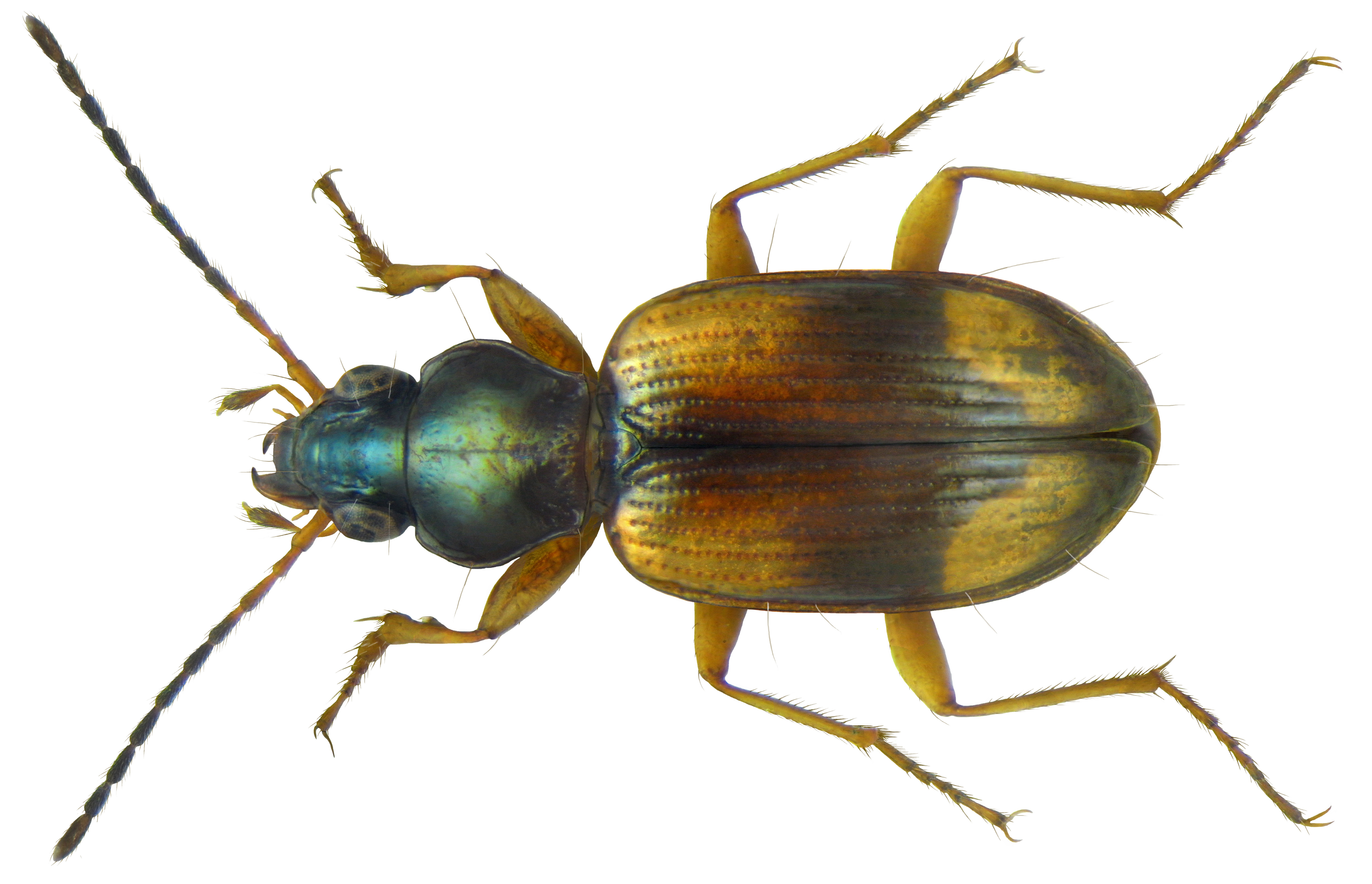